# Đại học Kwansei Gakuin
Đại học Kwansei Gakuin (tiếng Nhật: 関西学院大学; âm Hán Việt: Quan Tây Học viện Đại học) có trụ sở tại 1-155, Ueigahara Ichibancho, thành phố Nishinomiya, tỉnh Hyogo, Nhật Bản. Là một trường đại học tư. Nó được cài đặt vào năm 1932. Các chữ viết tắt của các trường đại học là Sekigaku (số đăng ký nhãn hiệu 3033847), Sekigakudai (số đăng ký nhãn hiệu 5197255), K.G (số đăng ký nhãn hiệu 3108177) Lồng, vv [PR 1]. Nhãn hiệu "KGU" thuộc sở hữu của Đại học Kanto Gakuin, nhưng nó có thể được sử dụng cho các mục đích khác ngoài mục đích thương mại và được nhiều câu lạc bộ sử dụng.

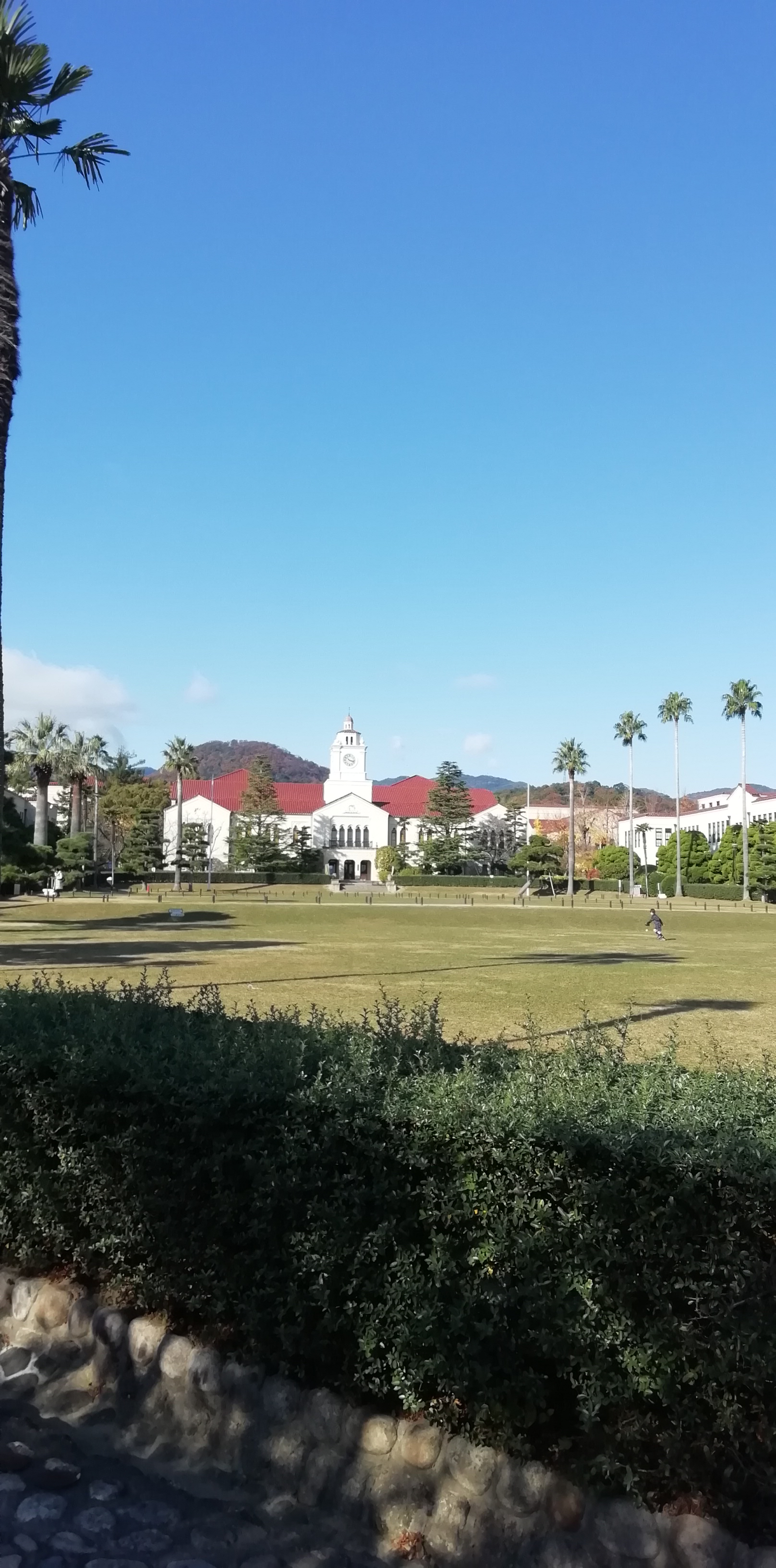

- 关西学院大学 (tiếng Nhật)